# سامانتا بی
سامانتا بی (انگلیسی: Samantha Bee؛ زادهٔ ۲۵ اکتبر ۱۹۶۹،) یک هنرپیشه کمدی و مولف اهل کانادا است.
از فیلم‌های معروف او می‌توان به بازی در فیلم خواهران، استاد عشق، آموزش رانندگی و آندرداگ اشاره کرد.